# Ficus natalensis
Ficus natalensis là một loài thực vật có hoa trong họ Moraceae. Loài này được Hochst. mô tả khoa học đầu tiên năm 1845.

## Hình ảnh

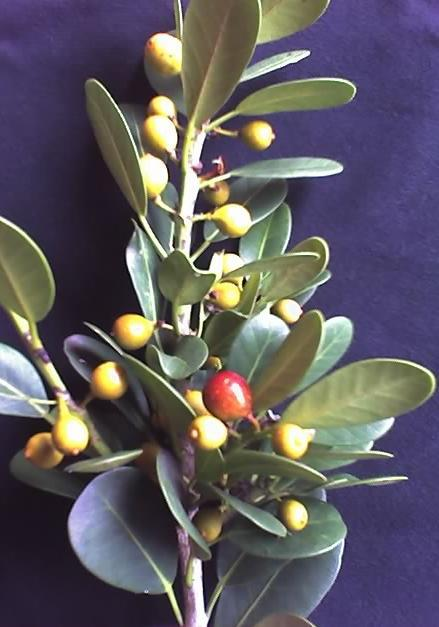
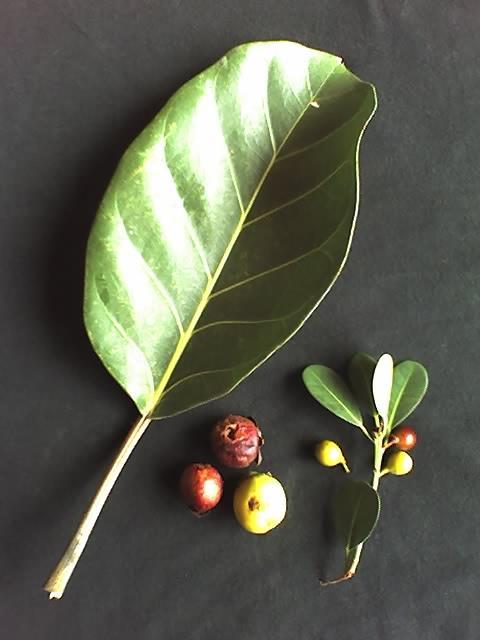
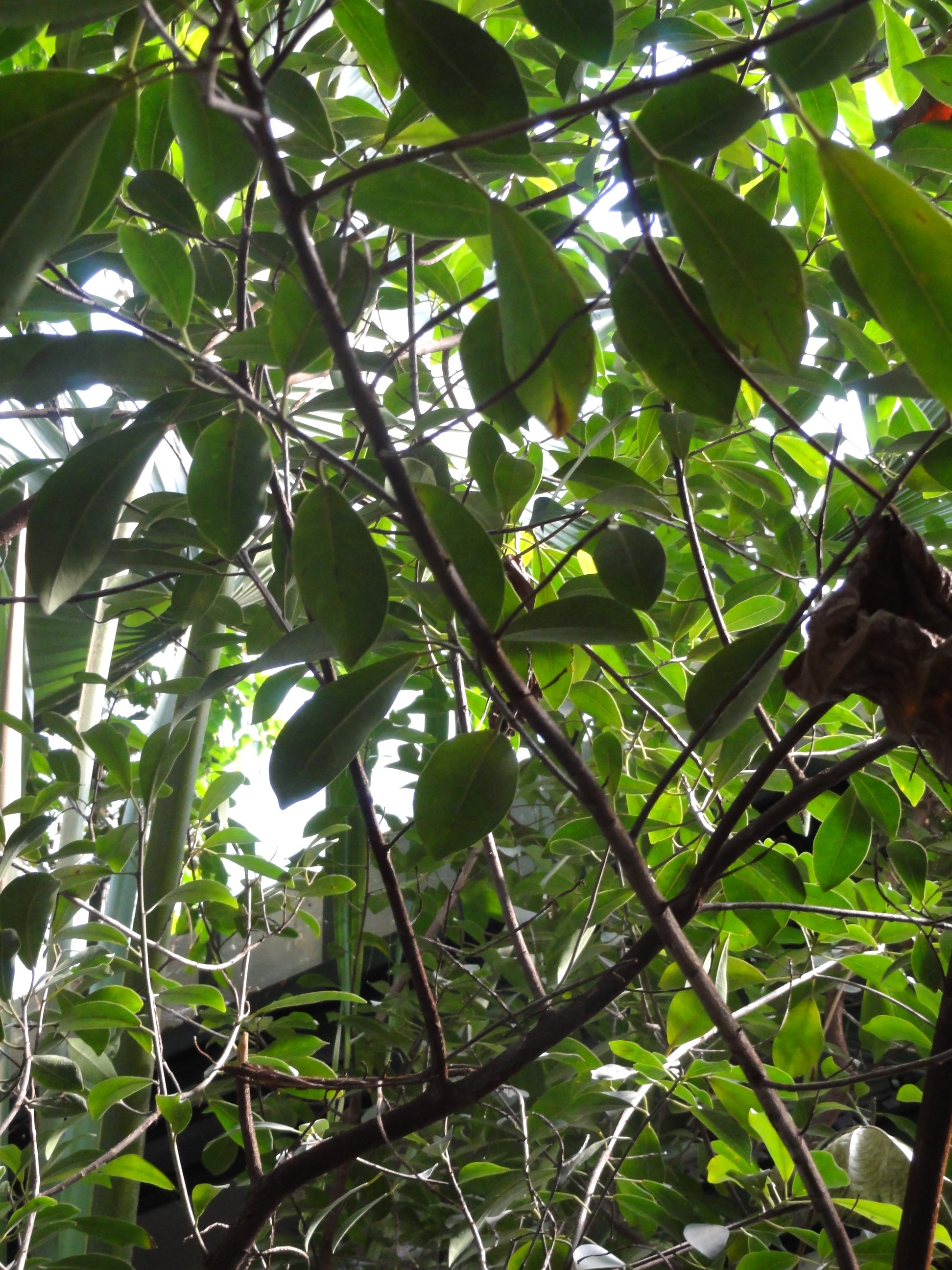